# Memories in My Head
Memories in My Head – drugi minialbum polskiej grupy muzycznej Riverside. Wydawnictwo ukazało się 20 czerwca 2011 roku nakładem wytwórni muzycznych Progteam, Glassville Records i Laser's Edge. Materiał był promowany singlem pt. „Forgotten Land”. Piosenka dotarła do 6. miejsca Listy Przebojów Programu Trzeciego Polskiego Radia.
Partie perkusji zostały zarejestrowane w warszawskim klubie Progresja. Pozostałe instrumenty zostały nagrane w Serakos Studio, również w Warszawie.

## Lista utworów
Opracowano na podstawie materiału źródłowego.
| Nr | Tytuł utworu              | Słowa | Muzyka                               | Długość |
| -- | ------------------------- | ----- | ------------------------------------ | ------- |
| 1. | „Goodbye Sweet Innocence” | Duda  | Duda, Grudziński, Łapaj, Kozieradzki | 10:40   |
| 2. | „Living in the Past”      | Duda  | Duda, Grudziński, Łapaj, Kozieradzki | 11:58   |
| 3. | „Forgotten Land”          | Duda  | Duda, Grudziński, Łapaj, Kozieradzki | 09:57   |
|    |                           |       |                                      | 32:35   |

| Forgotten Land (singel) | Forgotten Land (singel)           | Forgotten Land (singel) | Forgotten Land (singel)              | Forgotten Land (singel) |
| Nr                      | Tytuł utworu                      | Słowa                   | Muzyka                               | Długość                 |
| ----------------------- | --------------------------------- | ----------------------- | ------------------------------------ | ----------------------- |
| 1.                      | „Forgotten Land (Single Version)” | Duda                    | Duda, Grudziński, Łapaj, Kozieradzki | 05:10                   |
|                         |                                   |                         |                                      | 5:10                    |

## Twórcy
Opracowano na podstawie materiału źródłowego.
| Zespół Riverside w składzie - Mariusz Duda – śpiew, gitara basowa - Piotr Grudziński – gitara - Piotr Kozieradzki – perkusja - Michał Łapaj – instrumenty klawiszowe |  | Inni - Travis Smith – okładka, oprawa graficzna - Grzegorz Piwkowski – mastering - Magda i Robert Srzedniccy – produkcja muzyczna, miksowanie, inżynieria dźwięku - Anna Panasz – zdjęcia |

## Wydania
| Rok  | Nr katalogowy | Format           | Wydawca            | Region            | Źródło |
| ---- | ------------- | ---------------- | ------------------ | ----------------- | ------ |
| 2011 | PT_004        | CD, EP, Ltd      | ProgTeam           | Polska            | [ 10 ] |
| 2011 | brak          | 3xFile, MP3, 256 | Glassville Records | Europa            | [ 10 ] |
| 2011 | LE1059        | CD, EP           | Laser's Edge       | Stany Zjednoczone | [ 10 ] |
| 2011 | GVR_004       | CD, EP, dig      | Glassville Records | Europa            | [ 10 ] |